# Toàn Tự
Toàn Tự (tiếng Trung: 全緒; bính âm: Quan Xu) là tướng lĩnh Đông Ngô thời Tam Quốc trong lịch sử Trung Quốc.

## Cuộc đời
Toàn Tự quê ở huyện Tiền Đường, quận Ngô, Dương Châu, là con trai trưởng của Vệ tướng quân Toàn Tông. Toàn Tự thuở nhỏ nổi danh, chờ đợi thư xuất sĩ của triều đình, sau được phân công cầm quân, phong tướng quân.
Năm 241, Tôn Quyền sai Toàn Tông, Gia Cát Khác đánh Ngụy. Toàn Tông dẫn theo Toàn Tự, Toàn Đoan, Trương Hưu, Cố Thừa giao chiến với tướng Ngụy là Vương Lăng ở Thược Pha.
Ban đầu, Toàn Tông bại trận. Vương Lăng truy kích, phá hủy đê Đông Hưng. Trương Hưu, Cố Thừa dẫn quân ra sức đánh, ngăn cản quân Ngụy. Sau đó, quân Ngụy đóng trại, Toàn Tự, Toàn Đoan thừa cơ tập kích, đánh lui Vương Lăng.
Khi xét công, Trương Hưu, Cố Đàm thu được quan tước cao hơn anh em Toàn Tự, Toàn Đoan. Toàn Tông vì thế mà oán hận, cấu kết với Lỗ vương Tôn Bá. Lúc này, Tôn Bá cùng Tôn Hòa đang tranh ngôi thái tử, mà Trương Hưu cùng anh em họ Cố lại ủng hộ Tôn Hòa.
Năm 245, Toàn Tự, Toàn Đoan tố cáo Trương Hưu, Cố Thừa cấu kết với Điển quân Trần Tuân khuếch đại chiến công. Trương Hưu, Cố Đàm, Cố Thừa bị đày đến Giao Châu, nửa đường thì Trương Hưu bị ban chết. Toàn Tự được phong Ngưu Chử đốc, thay Hưu giữ chức Dương Vũ tướng quân.
Năm 252, Ngô chủ Tôn Quyền chết, Tôn Lượng đăng cơ, phong Toàn Tự làm Trấn bắc tướng quân. Quyền thần nước Ngụy là Tư Mã Sư muốn thừa cơ diệt Ngô, phát binh theo ba đường Đông Hưng, Nam quận, Vũ Xương. Toàn Tự đi theo Đinh Phụng thành công đánh bại quân quân Ngụy, phong tước đình hầu.
Toàn Tự chết trước năm 257, thọ 44 tuổi. Năm 257, quyền thần Tôn Lâm phái Toàn Dịch, Toàn Đoan, Đường Tư, Văn Khâm dẫn quân tới Thọ Xuân chi viện Gia Cát Đản. Tháng 11, con trai của Toàn Tự là Toàn Y cùng các em Toàn Nghi, Toàn Tĩnh mang cả nhà sang hàng Ngụy, viết thư khuyên bảo Dịch, Đoan quy hàng. Tháng 12, Toàn Dịch, Toàn Đoan hàng Ngụy.

## Gia đình
- Con cái:
  - Toàn Y (全禕), năm 257 dẫn người nhà từ Kiến Nghiệp hàng Ngụy, nhiều lần đảm nhiệm quận thủ, tước liệt hầu.
  - Toàn Nghi (全儀), con của anh trai Toàn Dịch, không rõ có phải con của Tự hay không. Năm 257, theo Y hàng Ngụy, nhiều lần đảm nhiệm quận thủ, tước liệt hầu.
  - Toàn Tĩnh (全静), anh trai của Toàn Nghi, không rõ có phải con của Tự hay không. Năm 257, theo Y hàng Ngụy, nhiều lần đảm nhiệm quận thủ, tước liệt hầu.

## Trong văn hóa
Toàn Tự không xuất hiện trong tiểu thuyết Tam quốc diễn nghĩa của La Quán Trung. Con trai của Toàn Tự là Toàn Y xuất hiện ở hồi 112, được giới thiệu là con trai của Toàn Đoan. Toàn Y theo Đoan cứu Gia Cát Đản. Chiến sự kéo dài, Chu Dị thua trận bị Tôn Lâm chém, sau đó Lâm mắng cha con Toàn Y rằng: Nếu không đánh đuổi được quân Ngụy đi, cha con mày đừng nhìn đến mặt tao nữa. Toàn Y sau đó thua trận, cùng đường phải hàng Tư Mã Chiêu, được Chiêu trọng dụng, phong làm thiên tướng quân, viết thư gửi cho cha chú, khuyên hai người đầu hàng. Gia tộc ở Kiến Nghiệp bị Tôn Lâm tru di sạch.